# Обелиск в честь воинов посёлка Черкизово, погибших в годы Великой Отечественной войны
Обели́ск в че́сть во́инов посёлка Черки́зово, поги́бших в го́ды Вели́кой Оте́чественной войны́ — монумент погибшим в Великой Отечественной войне, установленный в посёлке Черкизово.

## История и описание
В память о погибших на фронтах Великой Отечественной войны 1941—1945 годов в самом центре посёлка Черкизово на средства жителей в 1967 году был установлен обелиск.
На обелиске высечены слова:
- На лицевой части: «Воинам посёлка Черкизово, погибшим в годы Великой Отечественной войны»
- На левой стороне: «Вам, отдавшим пламень жизни ради жизни на земле»
- На правой стороне: «Память о вас не померкнет в веках»
- На тыльной стороне: «От трудящихся посёлка Черкизова. Обелиск сооружён в 1967 г.»

На мраморных плитах боковых сторон обелиска высечены фамилии воинов Черкизова, погибших в боях Великой Отечественной войны.
Ежегодно в канун праздника Победы 9 мая возле обелиска жителями посёлка проводятся митинги памяти. В этот день у памятника вспоминают тех, кто своими боевыми и трудовыми делами заслужили глубокое народное уважение и признательность.

## Интересные факты
- Обелиск служит одним из главных ориентиров проезда по улицам посёлка.